# メロカ
メロカ（Meroka）は、スペインの特殊素材技術研究センター（CETME）が開発した機関砲。まず陸上用の対空機関砲が開発されたのち、これをもとにした艦載版のCIWSが開発された。

## 設計
本砲は、ボレーガンに範を取り、エリコンKAAのものをもとにした20mm口径・120口径長の砲身12本を2段に配列した特徴的な設計を採用している。砲身の軸線は12門が同一方向ではなく、やや外側に向けて設定してあり、広い射弾分布によって目標迎撃範囲を拡大することを狙っている。これらの砲身は共通の砲尾ブロックを使用しており、同時に再装填される。給弾機構はベルト式で、上下の段ごとに設けられており、同時に6発が装填される。自動機構は圧縮空気によって駆動される。
反動を軽減して射撃精度を向上させるため、12門の砲身は同時にではなく、0.08秒かけて3門ずつ4群に分けて発射される。12門の発射が終わると、0.42秒かけて再装填が行われ、発射可能な状態になる。すなわち、1回の発射サイクルの所要時間は0.5秒であり、持続射撃の際の発射速度は毎分1,440発となる。使用する弾薬の寸法はエリコンKAAと同じく20×128mm弾だが、雷管を電気発火型としたことから通常の弾薬は使用できず、専用に開発されたAPDS弾のみを使用する。搭載弾数は、メロカ2Aでは720発、2Bでは2,160発となった
CIWSとして用いる場合、射距離1,500メートルで最初の命中弾を得て、500メートルで目標を撃破する想定とされている。

## CIWS版
CIWSとしての開発はバサン社が担当しており、1975年より着手されて、実艦への最初の搭載は1986年後半に行われた。当初の試作機では機関砲と追尾レーダーを含む射撃指揮システムとは別々に設置されていたが、1980年代に入ってからの実用機では両機器が合体された。なおシステム固有の捕捉レーダーは備えておらず、目標捜索・捕捉は艦のRAN-11L/Xレーダーによって行って、PDS-10戦術情報コンソールを介して目標指示を受ける方式としている。
最初の実用機であるメロカ2では、目標を追尾するためのセンサとしてはAN/VPS-2追尾レーダーを備えるのみであったが、電子攻撃を受けている状況を想定して、1988年からはレーダーを補完する光学追尾装置としてイスラエル製の超低光量カメラ（LLLTV）が導入され、これはまもなくENOSA（Epresa Nacional de Optica）によって更新された。1992年に実用化されたメロカ2Aでは赤外線撮像装置も追加された。また1990年代後半には射撃管制コンピュータをアナログ式からデジタル式に換装し、全自動射撃モードを導入したメロカ2A3改修が登場した。さらにその後開発されたメロカ2Bでは、AN/VPS-2をイタリア製のRTN-30Xに、またRAN-11L/XをRAN-12L/Xに更新しており、メロカ2Aに対しても順次に同様の改修が行われる計画となっている。

## 採用国と装備艦艇
スペイン
- 軽空母「プリンシペ・デ・アストゥリアス」
- バレアレス級フリゲート
- サンタ・マリア級フリゲート
- ガリシア級揚陸艦